# Gü
Pour les articles homonymes, voir GU.
 (juillet 2012).
Gü (prononcé : [ɡuː]) est une marque de desserts pâtissiers.

## Historique
La conception des desserts Gü provient d’un amateur anglais de desserts, James Averdiecks (en). S’inspirant de la pâtisserie bruxelloise, James Averdieck s’est associé avec un chef pâtissier français, Frédéric Ponnavoy, avec une idée en tête : réaliser des desserts à saveur ajoutée, en utilisant des ingrédients sélectionnés pour leur goût.
En 2003, la marque Gü est créée en Angleterre. Selon les auteurs, le mot Gü se prononce comme « goo », qui en anglais évoque la nature moelleuse de gâteau et en français le mot « goût »[source insuffisante].
En 2006, GÜ s’est installée en France.

En 2009, le chiffre d’affaires est de 18 M€ et la croissance est de 42 %.
En 2010, la marque Gü est rachetée par le groupe Nobel Foods,.
En décembre 2010, la marque change de positionnement  : elle fusionne ses deux marques initiales : Gü (desserts au chocolat) et Frü (desserts fruités) qui deviennent Gü Dessert.